# Stanislav Biler
Stanislav Biler (* 22. ledna 1982 Vítkov) je český sociolog, spisovatel a publicista. Dětství prožil v Žimrovicích, studoval na gymnáziu ve Vítkově. Vystudoval obor sociologie a mezinárodní vztahy a evropská studia na Fakultě sociálních studií Masarykovy univerzity, přispívá do médií Deník Alarm, Deník N, Finmag, Respekt, či do Hospodářských novin, pracoval jako dramaturg České televize a v Kanceláři Veřejného ochránce práv. Spoluzakládal satirické hnutí Žít Brno. 
Podílel se na místopisném průvodci To je Brno, kde s nadsázkou negativně popisoval obce v okolí Brna, což vzbudilo kontroverze. V roce 2020 vydal průvodce po Brně 111 míst v Brně, která musíte vidět. Na podzim 2017 mu vyšel román Nejlepší kandidát, politická satira o prezidentském kandidátovi Janu Novákovi. V roce 2021 vydal prózu Destrukce, environmentální a existenciální román z prostředí českého venkova, v němž učitel základní školy utíká z města na venkov, kde se pokouší smířit s beznadějí, rozpadem racionality a světa vůbec. V roce 2022 získal za tento román cenu Magnesia Litera v kategorii próza. Porota ve svém stanovisku ocenila kafkovskou absurditu, musilovské odcizení a přesvědčivý humanistický přesah knihy. Román se dočkal v roce 2023 úspěšného divadelního uvedení pražským souborem X10.
V roce 2023 získal Novinářskou cenu Nadace OSF za nejlepší komentář roku 2022. Jednalo se o text „Buďte sami sebou!“ napsaný pro magazín JÁDU Goethe institutu. Porota ve zdůvodnění ocenila jedinečnost jazyka, jímž autor vystoupil proti fungování současné společnosti. V následujícím roce zvítězil znovu, tentokrát v kategorii Regionální žurnalistika, se sociální sondou do opomíjeného prostředí Javornicka psanou pro Deník Alarm. Podle poroty úvodní článek série „Vzděláváním k neúspěchu“ nesoucí název „Javornicko: nejkrásnější český region trápí odliv obyvatel a nekonečné vzdálenosti“ nachází naději ve zmaru a v kategorii zazářil.

## Dílo
- Nejlepší kandidát, 2017, ISBN 978-80-7227-401-7
- 111 míst v Brně, která musíte vidět, 2020, ISBN 978-80-7637-077-7
- Destrukce, 2021, ISBN 978-80-7227-869-5
- Nejkrásnější město na Zemi, 2024, ISBN 978-80-908712-4-3